# Jean-Pierre Gaudreau
 (décembre 2017).
Si vous disposez d'ouvrages ou d'articles de référence ou si vous connaissez des sites web de qualité traitant du thème abordé ici, merci de compléter l'article en donnant les références utiles à sa vérifiabilité et en les liant à la section « Notes et références ».
Jean-Pierre Gaudreau est un poète québécois né le 15 mars 1950 à Montréal. 
Il fait des études littéraires à l’Université d'Aix-Marseille I où il obtient une maîtrise en lettres modernes en 1975. Il complète ensuite, en 1989, une maîtrise en sciences de l’éducation à l’Université de Montréal. Enseignant la littérature au Collège Jean-de-Brébeuf de 1976 à 2001, il y occupe également le poste de conseiller pédagogique à compter de 1995. Après un séjour à la Commission d’évaluation de l’enseignement collégial du Ministère de l'éducation du Québec comme agent de recherche, il devient conseiller pédagogique au Collège de Maisonneuve.
Jean-Pierre Gaudreau collabore aux revues littéraires québécoises telles que Brèves littéraires, Entrelacs, Estuaire, Exit et Mœbius. Il  participe aussi à l’anthologie de poésie L’amour de toi publiée par Anne Peyrouse aux éditions du Loup de Gouttière en 2003. Membre du comité de lecture de la revue Brèves littéraires (volet poésie), il anime aussi des ateliers d’écriture poétique et participe à des lectures publiques.
Finaliste aux Prix littéraires de la Société Radio-Canada dans la catégorie poésie en 1996, il est lauréat, en 2000, du deuxième Prix Salvatore Quasimodo de poésie contemporaine. Jean-Pierre Gaudreau est membre de l’Union des écrivaines et des écrivains québécois depuis 1998.